# Дихлорид-дииодид кремния
Дихлорид-дииодид кремния — неорганическое соединение,
хлор- и иодпроизводное моносилана с формулой SiI2Cl2,
бесцветная жидкость,
реагирует с водой.

## Получение
- Длительной нагревание трихлорсилана и иода до 240-250°С. Образующуюся смесь HI, SiCl4, SiICl3, SiI2Cl2, SiI3Cl разделяют фракционной перегонкой.
- Пропускание смеси хлорида кремния(IV) и иодоводорода через стеклянную трубку, нагретую до красного каления. Полученную смесь галогенидов разделяют фракционной перегонкой.

## Физические свойства
Дихлорид-дииодид кремния образует тяжелую бесцветную жидкость,
легко гидролизуется водой,
медленно распадается при комнатной температуре с выделением иода, свет ускоряет разложение.